# Leonel Rugama
José Leonel Rugama Rugama (ur. 27 marca 1949, zm. 15 stycznia 1970) – nikaraguański partyzant i poeta.

## Życiorys
Urodził się w dolinie Matapalos w Estelí jako dziecko Pastora Rugamy i Cándidy. Jego ojciec był cieślą, matka zaś pracowała jako nauczycielka. Wstąpił do katolickiego seminarium duchownego w stolicy. Ostatecznie porzucił je, po trzech latach nauki. Następnie uczył się sam. Podjął studia na Universidad Nacional Autónoma de Nicaragua (UNAN) już jako aktywny działacz sandinistowski, w 1969. Wchodził w skład komitetu wykonawczego powiązanej z macierzystą partią organizacji studenckiej Frente Estudiantil Revolucionario (FER).
W 1967 nawiązał kontakt z Sandinistowskim Frontem Wyzwolenia Narodowego (Frente Sandinista de Liberación Nacional, FSLN) , w jego szeregach rozpoczął aktywność poetycką. Zginął wraz z dwoma towarzyszami  w potyczce z siłami rządowymi, w jednej z dzielnic stołecznej Managui. Burzliwe okoliczności jego przedwczesnej śmierci uczyniły zeń męczennika rewolucji sandinistowskiej. Jego wizerunek, przykład i teksty do dzisiaj obecne są w życiu społecznym, kulturalnym i politycznym Nikaragui. ¡Que se rinda tu madre!, ostatni, przedśmiertny okrzyk Rugamy, na trwałe zapisał się w pamięci historycznej tego środkowoamerykańskiego kraju. 
Mimo aury męczeństwa, którą otoczony jest w ojczyźnie, poza granicami macierzystego kraju pozostaje postacią niemal całkowicie nieznaną.
Prace Rugamy odznaczają się prostotą i bezpośredniością, jak również tendencją do używania kolokwialnego języka. Osadzone w nikaraguańskiej codzienności, cenione są za swój eksperymentalny charakter. Zestawia się je czasem z pracami Ernesto Cardenala. Skreślony jego piórem utwór La Tierra es un satélite de la Luna został przetłumaczony na wiele języków i jest jednym z najlepiej znanych dzieł literatury nikaraguańskiej.